# Exobasidium empetri
Exobasidium empetri ist eine Pilzart der Familie der Nacktbasidienverwandten (Exobasidiaceae) aus der Ordnung Ustilaginomycotina. Sie ist ein Endoparasit der Schwarzen Krähenbeere (Empetrum nigrum). Symptome des Befalls durch den Pilz sind die rotverfärbung und die Vergrößerung der Blätter der Wirtspflanzen. Das Verbreitungsgebiet der Art umfasst die Küstenregionen des nördlichen Pazifiks.

## Merkmale

### Makroskopische Merkmale
Exobasidium empetri ist mit bloßem Auge zunächst nicht zu erkennen. Symptome des Befalls sind rote, stark vergrößerte und abgeflachte Blätter sowie im Spätstadium auf ihrer Unterseite hervortretendes Myzel.

### Mikroskopische Merkmale
Das Myzel von Exobasidium empetri wächst wie bei allen Nacktbasidien interzellulär und bildet Saugfäden, die in das Speichergewebe des Wirtes wachsen. Die zweisporigen, 6–8 µm breiten Basidien sind unseptiert. Sie wachsen direkt aus der Wirtsepidermis oder aus Spaltöffnungen. Die breitkeulig bis ellipsoid geformten Sporen sind hyalin und 14–18 × 6–8 µm groß. Zunächst sind sie einzellig, reif weisen sie keine bis drei Septen auf. Konidien sind offenbar nicht vorhanden.

## Verbreitung
Das bekannte Verbreitungsgebiet von Exobasidum empetri umfasst Japan, Sachalin und Haida Gwaii.

## Ökologie
Die Wirtspflanze von Exobasidium empetri ist die Schwarze Krähenbeere (Empetrum nigrum). Der Pilz ernährt sich von den im Speichergewebe der Pflanzen vorhandenen Nährstoffen, seine Basidien brechen später durch die Blattoberfläche und setzen Sporen frei. Die Sporen keimen zu Konidien oder Keimschläuchen, aus denen sich dann neues Myzel entwickelt.